# Rosolo Vailati
Rosolo Vailati (Vaiano Cremasco, 29 aprile 1955) è un allenatore di calcio ed ex calciatore italiano, di ruolo centrocampista.

## Carriera

### Giocatore
Cresciuto nel Varese, con la squadra promossa in Serie A Vailati viene mandato in prestito alla Milanese, disputando a vent'anni la Serie D 1974-1975, collezionando 28 presenze.
Nella stagione successiva gioca in Serie C con la Pro Patria, con cui segna il suo primo gol da professionista nella partita contro il Venezia.
Nella stagione successiva arriva in Sicilia, giocando con la maglia del Messina tutte le 38 partite di campionato.
Tornato al Varese, nel 1977, resta in Lombardia per tre stagioni, sotto la guida di Eugenio Fascetti. Con i biancorossi ottiene la promozione in Serie B.
Nel 1980 passa quindi al Palermo, allenato da Fernando Veneranda, e in due stagioni colleziona 77 presenze e 3 reti in Serie B.
Nell'ottobre del 1982 passa all'Avellino in Serie A, voluto fortemente dall'allenatore Veneranda che lo ebbe a Palermo. In massima serie colleziona 18 presenze, esordendo nella partita contro la Juventus.
Dal 1983 al 1985 gioca nella Triestina in Serie B , disputando 48 partite e segnando una sola rete, il 21 aprile 1984, nel 2-2 del Dino Manuzzi tra Cesena e Triestina.
Chiude la carriera nella squadra di origine, il Varese, nel frattempo retrocesso in Serie C, e poi disputa qualche annata tra i dilettanti.

### Allenatore
Appese le scarpette al chiodo, diviene allenatore, iniziando ad allenare per due anni la Gradese, quindi diviene il mister dei Juniores Nazionali dell'Itala San Marco.
Successivamente ha allenato il Medea, gli Allievi Regionali del Muggia, il Mossa e il Ponziana.

### Dopo il ritiro
Si è stabilito a Trieste con la moglie Edda e la figlia Carlotta.

## Palmarès

### Giocatore
- Campionato italiano Serie C1: 1

Varese: 1979-1980 (girone A)